# Serafin (Kykkotis)
Serafin, imię świeckie Georgios Kykkotis (ur. 2 lutego 1961 w Pafos) – cypryjski duchowny prawosławny w jurysdykcji Patriarchatu Aleksandrii, od 2010 metropolita Zimbabwe i Angoli.

## Życiorys
Święcenia diakonatu przyjął w 1991, a prezbiteratu w 1993. 11 października 2009 otrzymał chirotonię biskupią. W latach 1997–2001 był metropolitą Kenii, a następnie (2001–2010) metropolitą Johannesburga.
W czerwcu 2016 r. uczestniczył w Soborze Wszechprawosławnym na Krecie.